# Castilleja tenuifolia
Castilleja tenuifolia är en snyltrotsväxtart som beskrevs av M. Mart. och Gal.. Castilleja tenuifolia ingår i släktet målarborstar, och familjen snyltrotsväxter. Inga underarter finns listade i Catalogue of Life.